# Història del tanc
El tanc va ser una solució a la problemàtica de poder continuar avançant mentre s'està sota el foc enemic. La idea d'utilitzar algun tipus de construcció mòbil com a protecció és també una idea antiga. Els grecs van construir grans torres de setges denominades Helepolis. Els assiris tenien barreres mòbils per als seus arquers. L'Imperi Romà tenia torres amb armadura amb rodes i armades amb catapultes. Els polonesos i els txecs van construir vagons de guerra blindats amb metall en l'edat mitjana. Leonardo da Vinci va dissenyar vehicles d'atac amb rodes propulsats per homes.

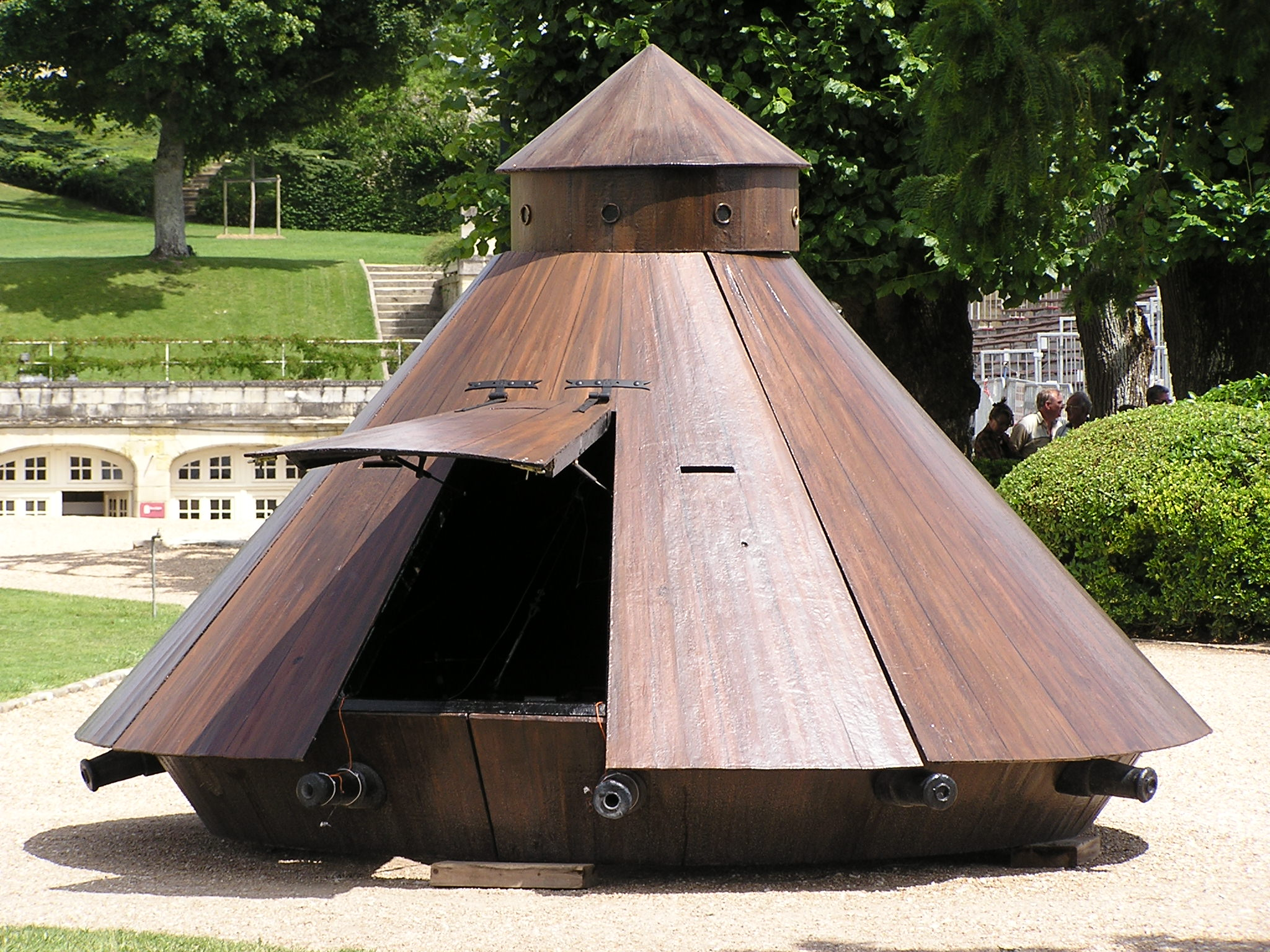
Model d'un tanc basat en els dibuixos de Leonardo da Vinci.

La majoria d'aquestes idees antigues se centraven en el setge, on les tàctiques més comunes de maniobres i formació tenien un impacte menor. Els avenços tecnològics de la Revolució industrial van amenaçar de convertir totes les guerres en un setge de grans proporcions; això es coneixeria com a guerra de trinxeres.
Els trens blindats podien portar gran pes però només a aquells llocs on disposaven de rails. Els avions podien atacar amb relativa facilitat línies de defensa, però no podien prendre o defensar el terreny per si mateixos. Els cotxes blindats, construïts per primera vegada pels britànics, van provar ser estris en la guerra però no eren gaire bons per travessar terrenys complicats com trinxeres. La principal limitació era la pobra relació entre l'àrea de superfície de les rodes en contacte amb el terra i el pes del vehicle.
Els britànics van solucionar aquest problema utilitzant diverses tecnologies per crear un nou tipus d'arma. Van combinar les cadenes d'eruga, armes muntades en torretes i blindatge a prova de bales. Van denominar aquest nou vehicle com a tanc.

## Primera Guerra Mundial

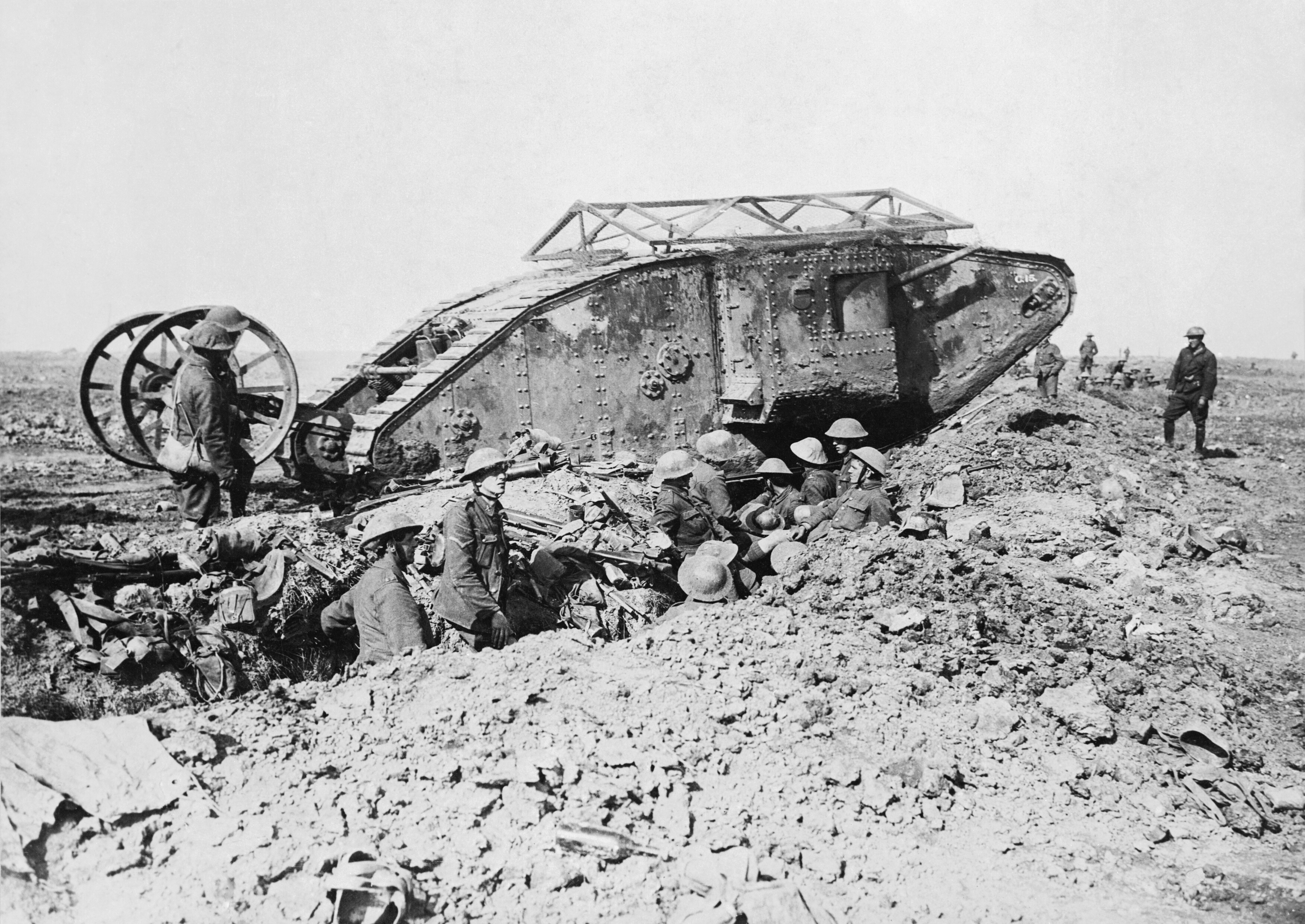
Un tanc Mark I britànic en acció el 26 de setembre de 1916 (movent-se d'esquerra a dreta). Foto d'Ernest Brooks.

El tanc va ser desenvolupat pel Regne Unit en la I Guerra Mundial com una solució a l'estancament per la guerra de trinxeres que tenia el front occidental. El primer prototip del Mark I va ser provat el 6 de setembre de 1915 per l'Exèrcit Britànic. Inicialment van ser denominats vaixells de terra (land ships) per l'Almirallat, però per preservar el secret, els primers vehicles van ser anomenats transports d'aigua. Els treballadors de William Foster & CO. Ltd a Lincoln tenien la impressió d'estar construint transports d'aigua per a Mesopotàmia, pel que els van anomenar tancs, i el nom es va mantenir.
Mentre que els britànics van prendre el lideratge del desenvolupament del tanc, els francesos no es quedarien enrere i van presentar els seus primers tancs el 1917. Els alemanys, tanmateix, van ser més lents a la nova arma, concentrant-se en armes antitanc en lloc dels tancs.
Els resultats inicials amb els tancs van ser variats, amb problemes de fiabilitat causats per desgasts considerables quan el tanc entrava en combat i en el moviment. Al terreny difícil només carros de combat com el Mark I i el FT-17 tenien rendiments raonables. La forma de romboide del Mark I aconseguia sobrepassar obstacles, especialment trinxeres molt amples, amb més facilitat que molts vehicles de combat moderns.
Finalment, el tanc va deixar la guerra de trinxeres obsoleta, i es van utilitzar milers de tancs en el camp de batalla per les forces britàniques i franceses, realitzant una contribució significativa a la guerra.
Junt amb el tanc, el primer canó autopropulsat, el primer transport blindat de personal, i el primer transport blindat de personal amb tracció d'erugues van ser utilitzats també en la Primera Guerra Mundial.

## Desenvolupament d'entreguerres
Entre les dues guerres mundials, amb el concepte del carro de combat ja establert, diverses nacions van dissenyar i van construir tancs. Després de la I Guerra Mundial, la Gran Bretanya i França havien emergit com els líders intel·lectuals del disseny de tancs, amb altres països generalment seguint-los i adoptant els seus dissenys. Aquest lideratge es perdria gradualment durant els anys 1920 i 1930 cap a Alemanya i la Unió Soviètica.

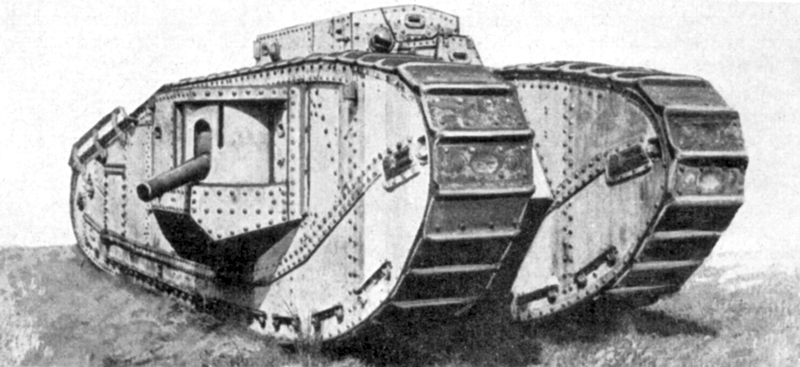
Fotografia del tanc Mark VIII Liberty.

Els dissenys finals de 1918 van mostrar diferents tendències. Els britànics al costat dels nord-americans van construir el Mark VIII, un disseny romboide d'11 metres de longitud, 37 tones de pes propulsat per un motor de 12 vàlvules i 300 CV que es podia moure 11 km/h a camp través. Era clar, a partir dels dissenys d'altres nacions, que la forma de romboide no anava a continuar dominant el desenvolupament futur: els italians, francesos i alemanys estaven produint tancs de buc i torretes més compactes i perfils de les erugues més baixos.
Per tot el món es considerava les diferents mides del tanc, i es va realitzar molt esforç en el desenvolupament del tanc lleuger que seria útil principalment contra infanteria o per a ús en colònies. Les dificultats econòmiques dels anys 1920 van dirigir l'èmfasi cap al tanc lleuger, ja que era més barat que els carros de combat mitjans i pesants. Tanmateix, la Guerra Civil Espanyola va mostrar que els enfrontaments tanc contra tanc i tanc contra armes anticarro tindrien una consideració important. Estava clar que es necessitaria en el futur carros de combat fortament blindats i armats. Mentre que la forma del tanc estava creada per consideracions per saltar un obstacle, ara es convertia en una necessitat mantenir un perfil baix per estalviar pes i poder ocultar-se.
El disseny de tancs es va convertir en una qüestió política. A la Gran Bretanya, l'opinió militar estava dividida sobre el futur de la guerra de blindats. J.F.C. Fuller estava completament convençut que només el carro de combat tindria un futur en el camp de batalla. Basil Liddell Hart va preveure una guerra on tots els cossos de l'exèrcit, infanteria, tancs i artilleria serien mecanitzats, assemblant-se a flotes de vaixells de terra, i encara que es van dur a terme experiments en aquests camps no serien adoptats. Posteriorment, les idees de Liddel Hart es provarien com a correctes, encara que hauria de passar seixanta anys perquè els països més rics convertissin aquestes idees en una realitat.
La Primera Guerra a Llatinoamèrica on es van veure per primera vegada els tancs van ser en la Guerra del Chaco on principalment els posseïa Bolívia (tancs la majoria dels quals eren Vickers Britànics).

## Segona Guerra Mundial
Durant la II Guerra Mundial, el tanc va assolir noves cotes de capacitat i sofisticació. Els primers tancs de l'Alemanya nazi eren tecnològicament inferiors als dels seus oponents en les àrees de blindatge i potència de foc. Va ser el seu ús tàctic on els tancs alemanys van dominar els seus rivals al començament del conflicte. La doctrina alemanya s'enfocava en l'ús de forces combinades implicant el suport de la infanteria mòbil i l'aviació, i, després del seu sorprenent èxit en la batalla de França, la tàctica de la Blitzkrieg (guerra llampec).
Aquesta doctrina requeria que els alemanys equipés als seus tancs amb ràdios, que proporcionaria major control i comandament. En contrast, la majoria dels tancs lleugers francesos mancaven de ràdios, essencialment perquè la seva doctrina de batalla estava basada en l'avenç lent, conforme a uns moviments planificats. Els tancs francesos generalment sobrepassaven els alemanys en blindatge i potència de foc a la campanya de 1940, però la seva falta de comandament i control va fer que aquests avantatges fossin irrellevants en el resultat final.
D'igual manera que en la Primera Guerra Mundial, es van experimentar amb les mides eficaces del carro de combat. En el costat de grans pesos, els Estats Units va desenvolupar el T-28 de 95 tones i l'Alemanya nazi va crear el prototip Maus de 188 tones, encara que cap dels dos no va entrar en servei. La tendència cap a tancs més pesants era inequívoca durant la guerra. El 1939, la majoria dels tancs tenien 30 mm o menys de blindatge, i un canó de calibre 37 a 47 mm; els tancs mitjans pesaven unes 20 tones. El 1945, el blindatge va créixer fins i tot els 100 mm, i el canó fins als 75 a 85 mm i els pesos de 30 a 45 tones. Els tancs lleugers, que eren els majoritaris en els exèrcits a començaments de la guerra, gradualment van desaparèixer i només serien utilitzats per a tasques molt específiques.
Les torretes, que sempre havien estat considerades, però no eren universals, van ser reconegudes com a essencials. La necessitat de què el canó poguessin ser utilitzats contra blancs blindats requeria que fos de gran mida i que tingués la possibilitat d'apuntar cap a qualsevol angle. Les armes muntades al buc necessitava que el vehicle s'exposés al foc enemic.

El M3 Lee, un carro de combat de múltiples torretes.

Els dissenys de múltiples torretes o canons com el T-35 soviètic, el M3 Lee nord-americà, el Char B francès o el A-9 Cruiser britànic van ser disminuint durant la guerra. Es va demostrar que el tret de diverses armes no es controlava amb eficàcia per la tripulació del tanc; a més, les noves armes de doble propòsit eliminava la necessitat de múltiples armes. La majoria dels tancs en van mantenir una metralladora al buc, i generalment una o dues metralladores a la torreta, per a defensa contra infanteria.
Durant la guerra es va començar a equipar els tancs amb ràdios, millorant la coordinació de moviments. El 1943 les ràdios de tramesa i recepció eren comuns. Els tancs van ser adaptats per a un ampli ventall de treballs militars, incloent-hi la netedat de mines i tasques d'enginyers. Es van utilitzar models específics, com a tancs llançaflames, de recuperació per traslladar tancs immobilitzats, de comandament amb diverses ràdios, etc. Algunes d'aquestes variants continuen com altres classes de vehicles de combat blindats, i no són denominats tancs.
Les principals potències van desenvolupar a més els caçacarros i canons d'assalt, vehicles blindats que utilitzaven canons de gran calibre, però generalment sense torreta. Els vehicles amb torreta era cars de fabricar comparats amb aquells que no tenien. Es va veure una tendència en la II Guerra Mundial d'utilitzar el xassís de tancs antics per muntar canons grans. El T-34 soviètic utilitzava un canó de 85 a la seva torreta, però amb el mateix xassís es podia armar amb un canó de 100 mm amb torreta fixa com en SU-100. El Panzer II va ser modificat per utilitzar un canó de 75 mm Pak 40 com Marder II.

## La Guerra Freda

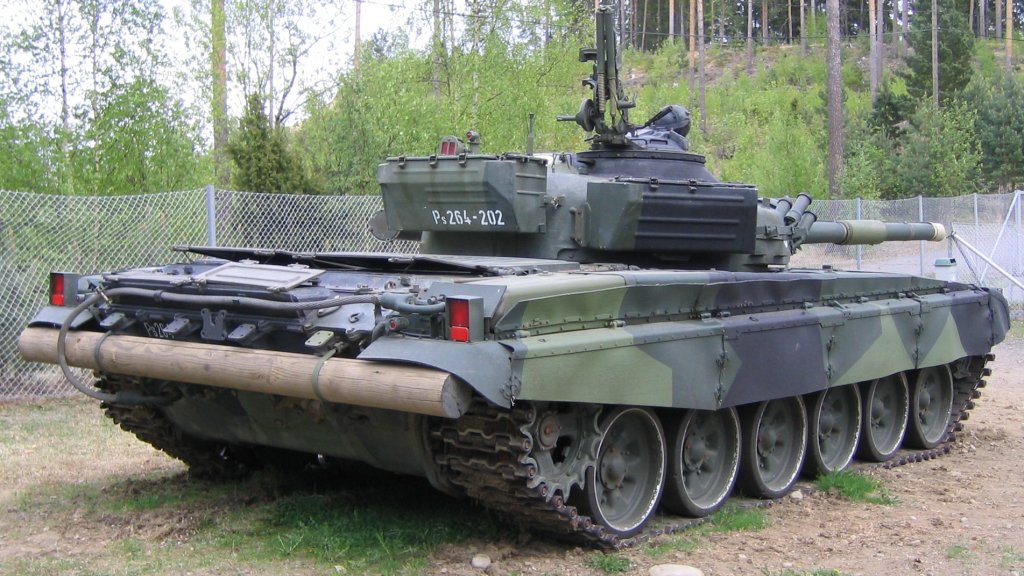
T-72 finlandès, tanc d'origen soviètic molt utilitzat arreu del món des de la Guerra Freda

Durant la Guerra Freda, les forces a Europa es van dividir entre els països del Pacte de Varsòvia i els països de l'OTAN. La dominació de la Unió Soviètica en el Pacte de Varsòvia va crear un estàndard efectiu en alguns dissenys de tancs. En contrapartida, els principals països de l'OTAN, França, el Regne Unit i els Estats Units van crear els seus propis dissenys, amb poc relació en comú.
Després de la II Guerra Mundial, el desenvolupament del tanc va continuar a causa de la Guerra Freda. No solament es va continuar fabricant grans quantitats de carros de combat sinó que la tecnologia va avançar amb major velocitat. Els tancs eren cada vegada de major mida, més ben armats i més blindats i molt més efectius. Els aspectes de la tecnologia dels canons van canviar significativament, amb el disseny de nous tipus de projectils més eficaços.
Molts dels canvis en el disseny de tancs han estat refinaments en el control de foc, estabilització del canó, comunicacions i comoditats per a la tripulació.

## Entrant el segle XXI
Amb el final de la Guerra Freda en 1991, es va començar a qüestionar la importància del tanc tradicional. Moltes nacions van reduir el seu nombre de tancs o els van substituir per vehicles blindats més lleugers amb la mínima protecció.
Després de la desaparició dels blocs de les superpotències, les indústries militars de Rússia i Ucraïna podien vendre els seus tancs a tot el món. Índia i Pakistan van actualitzar els seus tancs vells i van comprar nous T-84 i T-90 d'antics estats soviètics. Ambdós han demostrat els prototips que els països respectius no han adoptat per al seu propi ús, sinó dissenyats exclusivament per competir amb les ofertes occidentals al mercat.

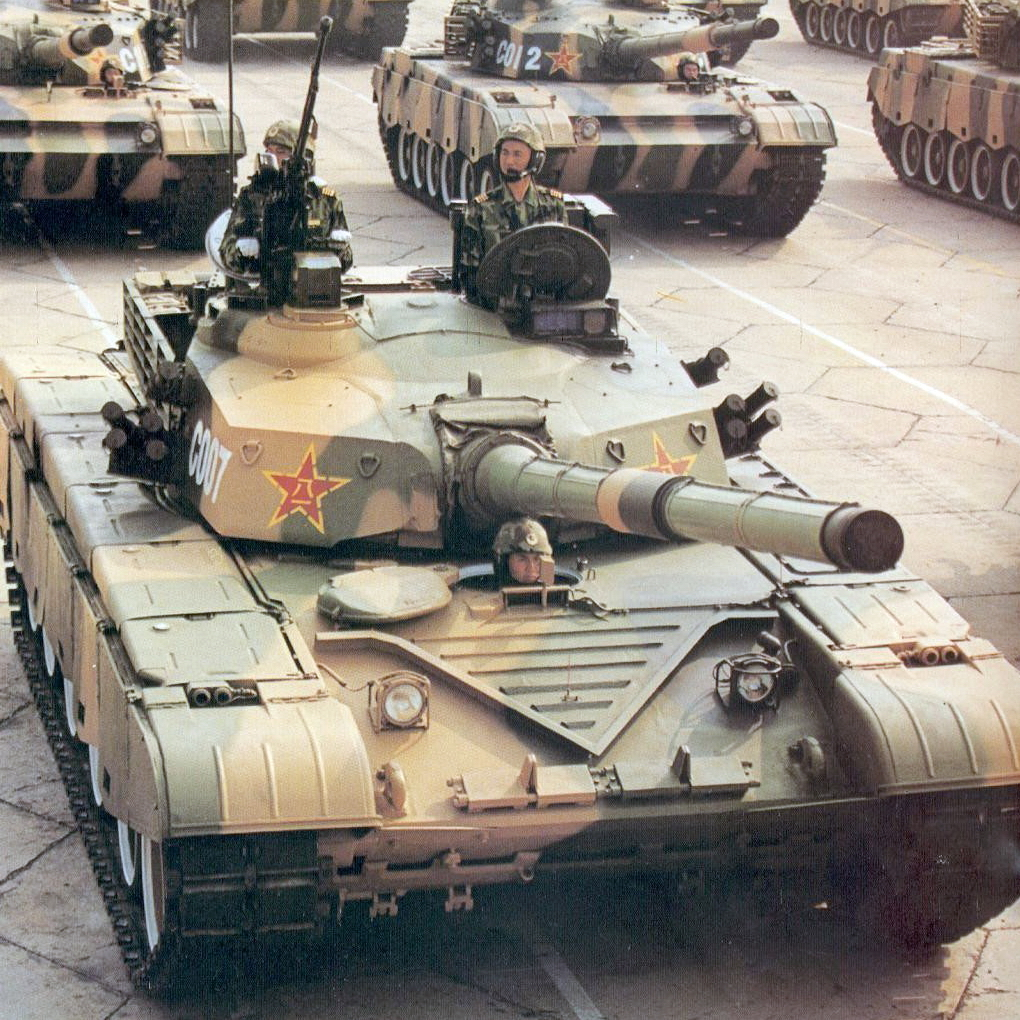
El T-98 és l'últim tanc de combat principal introduït en l'exèrcit de la República Popular de la Xina.

Ucraïna ha desenvolupat el T-84-120 Oplot, que pot disparar munició de 120 mm OTAN i míssils antitanc guiats (ATGM) a través del seu canó. Té una nova torreta amb un sistema de recàrrega automàtic, però imita els dissenys occidentals quant al compartiment blindat de la munició per millorar la supervivència de la tripulació.
El rus Chiorny Oriol (Àguila Negra) està basat en un buc allargat del T-80. Es va mostrar per primera vegada en la segona Exhibició Internacional d'Armament en 1997, amb un blindatge pesant i una nova torreta que separava la tripulació de la munició. El prototip tenia un canó de 125 mm, però es creu que pot portar un nou canó de 152 mm
El tanc de combat principal italià C1 Ariet és un dels últims dissenys, lliurat des de 1995 a 2002. En comparació amb el primer tanc, el Mark I, ambdós són d'igual mida, però l'Ariet pesa el doble (54 tones davant 25 tones) i té una velocitat deu vegades major (60 km/h front els 6 km/h del Mark I).
Una quantitat d'exèrcits està considerant eliminar completament els tancs, utilitzant una barreja de canons antitanc en rodes i vehicles de combat d'infanteria, encara que en general hi ha resistència a aquest canvi, ja que les grans potències mantenen un gran quantitat d'ells, en forces actives o la reserva. No existeix una alternativa provada, i els tancs mantenen una bona reputació en els conflictes més recents.